# Cis levettei
Cis levettei är en skalbaggsart som först beskrevs av Thomas Casey 1898.  Cis levettei ingår i släktet Cis och familjen trädsvampborrare. Inga underarter finns listade i Catalogue of Life.